# Zapovednik Magadanski
Zapovednik Magadanski (Russisch: Магаданский государственный природный заповедник) is een strikt natuurreservaat gelegen in het zuidoosten van de oblast Magadan in het Russische Verre Oosten. De oprichting tot zapovednik vond plaats op 5 januari 1982 per decreet (№ 5/1982) van de Raad van Ministers van de Russische SFSR. Zapovednik Magadanski bestaat uit vier verschillende clusters met een gezamenlijke oppervlakte van 8.838,17 km². Ook werd er een bufferzone van 937 km² ingesteld.

## Deelgebied Kava-Tsjelomdzjinski
Deelgebied "Kava-Tsjelomdzjinski" (Кава-Челомджинский) heeft een oppervlakte van 6.244,56 km² en ligt in de riviervallei van de Kava en Tsjelomdzja. De twee rivieren vloeien samen en gaan vervolgens over in de Taoej. De Tsjelomdzja behoort tot de grootste en meest ongeschonden paaigronden van de kisutchzalm (Oncorhynchus kisutch) en chumzalm (Oncorhynchus keta). De riviervalleien van de Kava en Tsjelomdzja zijn ook belangrijke broedgebieden voor watervogels als taigarietgans (Anser fabalis middendorffii), wilde zwaan (Cygnus cygnus) en pijlstaart (Anas acuta). Daarnaast bevindt er zich een geïsoleerde broedpopulatie kolganzen (Anser fabalis) langs de middenloop van de Kava.

## Deelgebied Olski
Deelgebied "Olski" (Ольский) heeft een oppervlakte van 1.034,25 km², ligt in het zuiden van Oblast Magadan en omvat het westelijke deel van het schiereiland Koni. De noordelijke, zuidelijke en westelijke grenzen liggen aan de Zee van Ochotsk. Het schiereiland is zeer bergachtig en bereikt een maximale hoogte van 1.548 meter boven zeeniveau. Olski is zeer afgelegen en moeilijk begaanbaar. Het is het domein van diersoorten als noordelijke fluithaas (Ochotona hyperborea), ochotsksneeuwschaap (Ovis nivicola alleni), Stellers zeearend (Haliaeetus pelagicus) en ruigpootbuizerd (Buteo lagopus). Ook zijn er langs de kust maar liefst 48 zeevogelkolonies aanwezig. De meest talrijke soorten zijn de kamtsjatkameeuw (Larus schistisagus) en drieteenmeeuw (Rissa tridactyla). In juli en augustus zijn er voor de kust van het schiereiland grote groepen dunbekpijlstormvogels (Ardenna tenuirostris) te zien — een nomadische soort die op het zuidelijk halfrond broedt.

## Deelgebied Jamski
Deelgebied "Jamski" (Ямский) heeft een oppervlakte van 380,96 km² en ligt aan de benedenloop van de rivier Jama, circa 180 kilometer ten oosten van de stad Magadan. Jamski werd bij de Zapovednik Magadanski opgenomen vanwege de aanwezigheid van bossen met Siberische sparren (Picea obovata), die binnen Oblast Magadan alleen in het stroomdal van de rivier Jama voorkomen. In de nazomer komen kisutchzalmen en chumzalmen om te paaien in de Jama. Vogels die er voorkomen zijn bijvoorbeeld de rotsauerhoen (Tetrao parvirostris), harlekijneend (Histrionicus histrionicus), Siberische wulp (Numenius madagascariensis), Pallas' boszanger (Phylloscopus proregulus), kleine sprinkhaanzanger (Locustella lanceolata), taigavliegenvanger (Ficedula albicilla) en roodkeelnachtegaal (Calliope calliope).
Ook de Jam-eilanden behoren tot dit cluster. Deze eilanden liggen in het noorden van de Zee van Ochotsk, 10 à 15 kilometer bij het vasteland vandaan. De wateren rondom de Jam-eilanden zijn zeer rijk aan plankton, waardoor er zeer grote vogelkolonies aanwezig zijn. De grootste kolonie bevindt zich op Matykil, met 4,7 miljoen individuen, verspreid over twaalf soorten. De meest talrijke soort is de dwergalk (Aethia pusilla). Andere soorten zijn bijvoorbeeld de noordse stormvogel (Fulmarus glacialis), kortbekzeekoet (Uria lomvia), kuifpapegaaiduiker (Fratercula cirrhata), kuifalk (Aethia cristatella) en pelagische aalscholver (Phalacrocorax pelagicus). De noordse stormvogelkolonie op de Jam-eilanden behoort tot de grootste in de Zee van Ochotsk en de op een na grootste van Azië. Daarnaast bevindt zich aan de oostzijde van het eiland Matykil een kolonie stellerzeeleeuwen (Eumetopias jubatus).

## Deelgebied Sejmtsjanski
Deelgebied "Sejmtsjanski" (Сеймчанский) heeft een oppervlakte van 1.178,39 km² en ligt in het continentale deel van Oblast Magadan, op de linkeroever van de rivier Kolyma. Sejmtsjanski is het enige beschermde natuurgebied langs de Kolyma — de grootste rivier van het Russische Verre Oosten. De belangrijkste biotopen in Sejmtsjanski zijn bergtaiga, zompige lariksbossen en berkenbossen. Er komen dan ook veel soorten voor die kenmerkend zijn voor de Siberische boreale zone, zoals het hazelhoen (Tetrastes bonasia), drieteenspecht (Picoides tridactylus), taigagaai (Perisoreus infaustus), petsjorapieper (Anthus gustavi) en blauwstaart (Tarsiger cyanurus). Zoogdieren die er leven zijn onder meer het eland (Alces alces), bruine beer (Ursus arctos) en de sabelmarter (Martes zibellina).